# 亡人節
亡人節或稱祖先日，是柬埔寨的一個重要节日，相當於華人社會的清明節，於每年的佛曆10月1日至15日舉行。頭十四天，死者家屬會到寺院布施，又會準備糯米團供奉未能投胎的亡靈，寺院的主持則為死者頌經超渡，到了第十五天死者的家屬都會聚集起來，舉行緬懷祖先的儀式。